# Гельмут Легелер
Гельмут Легелер (нім. Hellmuth Laegeler; 22 січня 1902, Ульм — 13 липня 1972, Штутгарт) — німецький штабний офіцер, генерал-майор вермахту і бундесверу. Кавалер Німецького хреста в золоті.

## Біографія
Син офіцера. 26 серпня 1921 року вступив в рейхсвер. Пройшов підготовку офіцера Генштабу. З 26 серпня 1939 по 20 вересня 1940 року — перший офіцер Генштабу 263-ї піхотної дивізії, одночасно з 21 вересня 1939 року — 76-ї піхотної дивізії. В січні 1942 року відправлений в резерв фюрера. З 20 лютого 1942 року — викладач військової академії. З 20 листопада 1942 року — начальник Генштабу 57-го танкового корпусу, з 28 липня 1944 року — 2-ї танкової армії. 10 серпня 1944 року захворів на жовтяницю і був відправлений в Тюбінген на лікування. З 1 лютого 1945 року — начальник Генштабу головнокомандувача Резервною армією Генріха Гіммлера. З 11 квітня — керівник спеціального штабу оперативної групи В штабу оперативного керівництва ОКВ. З 15 травня — начальник відділу демобілізації при головнокомандувачі на Півдні. В 1945 року взятий в полон американськими військами. В листопаді 1946 року звільнений, працював у різних фірмах.
З 1952 року вступив в «офіс Бланка», який займався відновленням збройних сил. 12 листопада 1955 року став першим генерал-майором бундесверу і до 1961 року був заступником начальника 5-го відділу (сухопутні війська) Федерального міністерства оборони. З листопада 1955 по січень 1956 року займався питаннями спортивної підготовки військовослужбовців. З травня 1957 року — командир 4-ї танково-гренадерської дивізії (Регенсбург). З 1 жовтня 1959 року — командир Командної академії бундесверу в Гамбурзі. 31 березня 1962 року вийшов у відставку.

## Звання
- Фанен-юнкер (26 квітня 1921)
- Фенріх (1 вересня 1923)
- Обер-фенріх (1 вересня 1924)
- Лейтенант (20 грудня 1924)
- Оберлейтенант (1 квітня 1928)
- Гауптман (1 липня 1934)
- Майор Генштабу (1 червня 1939)
- Оберстлейтенант Генштабу (1 березня 1942)
- Оберст Генштабу (1 січня 1943)
- Генерал-майор (1 березня 1945)

## Нагороди
- Орден крові (30 листопада 1934)
- Медаль «За вислугу років у Вермахті» 4-го, 3-го і 2-го класу (18 років)
- Медаль «За Атлантичний вал»
- Залізний хрест
  - 2-го класу (26 травня 1940)
  - 1-го класу (30 червня 1940)
- Медаль «За зимову кампанію на Сході 1941/42» (1 серпня 1942)
- Німецький хрест в золоті (18 червня 1943)
- Почесна застібка на орденську стрічку для Сухопутних військ (27 грудня 1943)
- Орден «За заслуги перед Федеративною Республікою Німеччина», командорський хрест